# 老詹姆斯·罗斯福
老詹姆斯·罗斯福（James Roosevelt, Sr.，1828年7月16日—1900年12月8日），美国商人，曾任特拉华和哈得孙铁路副总裁和南方铁路安全公司总裁。
老詹姆斯是美国总统富兰克林·德拉诺·罗斯福的父亲。